# Deset
Deset je parni prirodni broj koji slijedi iza devet (9), a prethodi broju  jedanaest (11). To je prvi dvoznamenkasti broj u dekadskom brojnom sustavu. Deset je osnova decimalnog brojevnog sustava, najčešćeg sustava označavanja brojeva u govornom i pisanom jeziku.
Deset je peti složeni broj. To je također najmanji nekotocijent, broj koji se ne može izraziti kao razlika između bilo kojeg cijelog broja i ukupnog broja koprosta ispod njega. To je drugi diskretni poluprosti broj (2×5), kao i drugi član 2×q diskretne poluproste obitelji brojeva. Deset je jedini broj čiji zbroj i razlika njegovih prostih djelitelja daju proste brojeve (2+5=7) i (5-2=3). Općenito, potencije broja 10 sadrže n2 djelitelja, gdje je n broj znamenki: 10 ima 22 = 4 djelitelja, 100 ima 32 = 9 djelitelja, 1000 ima 42 = 16 djelitelja, 10 000 ima 52 = 25 djelitelja, i tako dalje.